# Toni Nickel
Toni Nickel (* 26. Dezember 2001) ist ein deutscher Basketballspieler.

## Werdegang
Nickel kam 2012 zum EBC Rostock, nachdem er an einer Grundschulliga des Vereins teilgenommen hatte. Er spielte für Rostock in der Jugend-Basketball-Bundesliga sowie in der Nachwuchs-Basketball-Bundesliga, im Sommer 2020 fand er Aufnahme in die Rostocker Profimannschaft Rostock Seawolves. Rostocks Trainer Dirk Bauermann gewährte Nickel Anfang Januar 2021 erste Einsatzminuten in der 2. Bundesliga ProA, als er ihn gegen Karlsruhe einsetzte. Nach dem Ende des Spieljahres 2020/21 schied er aus Rostocks Zweitligaaufgebot aus und spielte danach für die zweite Mannschaft in der 2. Regionalliga. 2023 trug er als bester Korbschütze der Mannschaft zum Gewinn der Meisterschaft in der 2. Regionalliga Nord bei. Anschließend übersprang Nickel mit Rostock II die 1. Regionalliga, um ab 2023 in der 2. Bundesliga ProB anzutreten. In der Saison 2024/25 verpasste er dort mit der Mannschaft den sportlichen Klassenerhalt.
Nickel wechselte im Sommer 2025 zu den Itzehoe Eagles (2. Bundesliga ProB).